# Гребелька (права притока Стрипи)
Гребелька — річка в Україні, у  Тернопільському районі Тернопільської області. Права притока Стрипи (басейн Дністра).

## Опис
Довжина річки приблизно 10,3 км.

## Розташування
Бере початок на північному заході від Цицори. Тече переважно на північний захід через Вільшанку і у Футори впадає у річку Стрипу, ліву притоку Дністра.